# Ouzouer-sur-Loire
Ouzouer-sur-Loire is een gemeente in het Franse departement Loiret (regio Centre-Val de Loire). De plaats maakt deel uit van het arrondissement Orléans. Ouzouer-sur-Loire telde op 1 januari 2022 2.560 inwoners.

## Geografie
De oppervlakte van Ouzouer-sur-Loire bedroeg op 1 januari 2022 34,27 vierkante kilometer; de bevolkingsdichtheid was toen 74,7 inwoners per km².

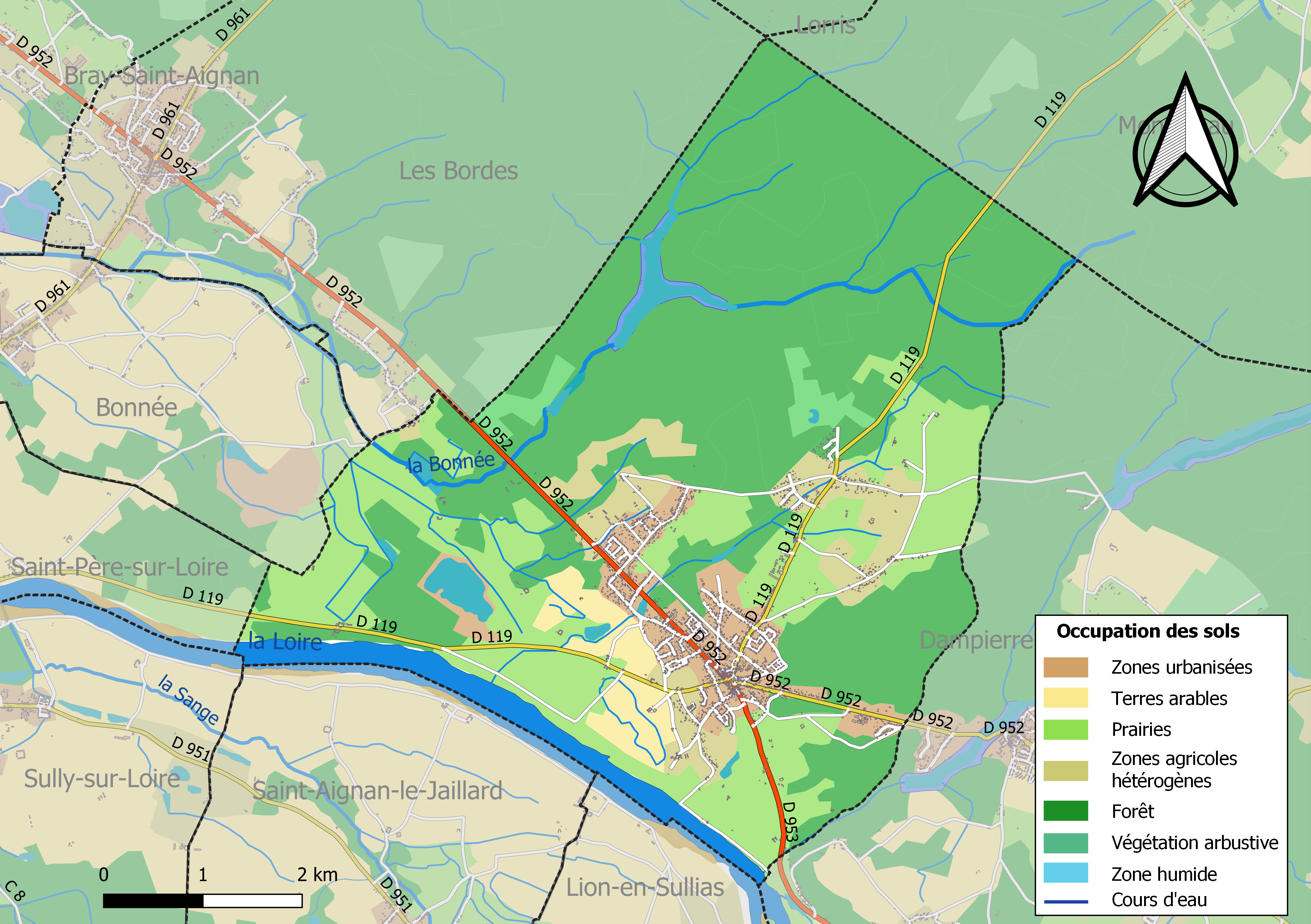
Kaart van de gemeente met de belangrijkste infrastructuur, bodemgebruik en omliggende gemeenten

## Demografie
Onderstaande figuur toont het verloop van het inwonertal (bron: INSEE-tellingen).